# Городские населённые пункты Калининградской области
В состав Калининградской области входят 23 городских населённых пункта, в том числе:
- 22 города, из них выделяются:
  - 8 городов областного значения (в списке  выделены оранжевым цветом), в рамках организации местного самоуправления образуют городские округа;
  - 14 городов районного значения, в рамках организации местного самоуправления образуют городские или муниципальные округа;
- 1 посёлок городского типа областного значения (в списке  выделен серым цветом), в рамках организации местного самоуправления образует городской округ.

## Города
| №  | название       | год основания | прежние названия | площадь (км²) | население (чел.) | район / город областного значения | городской/ муниципальный округ       | герб |
| -- | -------------- | ------------- | ---------------- | ------------- | ---------------- | --------------------------------- | ------------------------------------ | ---- |
| 1  | Багратионовск  | 1336          | Пройсиш-Эйлау    | 8             | ↘6379            | Багратионовский район             | Багратионовский муниципальный округ  |      |
| 2  | Балтийск       | 1626          | Пиллау           | 49            | ↗27 032          | Балтийск                          | Балтийский городской округ           |      |
| 3  | Гвардейск      | 1255          | Тапиау           | 12            | ↘13 962          | Гвардейский район                 | Гвардейский муниципальный округ      |      |
| 4  | Гурьевск       | 1262          | Нойхаузен        | 10            | ↗27 751          | Гурьевский район                  | Гурьевский муниципальный округ       |      |
| 5  | Гусев          | 1722          | Гумбиннен        | 16            | ↘28 820          | Гусевский район                   | Гусевский городской округ            |      |
| 6  | Зеленоградск   | 1252          | Кранц            | 17            | ↘17 085          | Зеленоградский район              | Зеленоградский муниципальный округ   |      |
| 7  | Калининград    | 1255          | Кёнигсберг       | 225           | ↘488 690         | Калининград                       | город Калининград, городской округ   |      |
| 8  | Краснознаменск | 1576          | Лазденен         | 8             | ↘3374            | Краснознаменский район            | Краснознаменский муниципальный округ |      |
| 9  | Ладушкин       | 1314          | Людвигсорт       | 5             | ↘3634            | Ладушкин                          | Ладушкинский городской округ         |      |
| 10 | Мамоново       | 1301          | Хайлигенбайль    | 20            | ↘8295            | Мамоново                          | Мамоновский городской округ          |      |
| 11 | Неман          | 1277          | Рагнит           | 14            | ↘9216            | Неманский район                   | Неманский муниципальный округ        |      |
| 12 | Нестеров       | 1539          | Шталлупёнен      | 8             | ↗3342            | Нестеровский район                | Нестеровский муниципальный округ     |      |
| 13 | Озёрск         | 1724          | Даркемен         | 12            | ↗4321            | Озёрский район                    | Озёрский муниципальный округ         |      |
| 14 | Пионерский     | 1254          | Нойкурен         | 8             | ↗12 928          | Пионерский                        | Пионерский городской округ           |      |
| 15 | Полесск        | 1258          | Лабиау           | 11            | ↗6954            | Полесский район                   | Полесский муниципальный округ        |      |
| 16 | Правдинск      | 1312          | Фридланд         | 10            | ↘3934            | Правдинский район                 | Правдинский муниципальный округ      |      |
| 17 | Приморск       | 1268          | Фишхаузен        | 4             | ↗1447            | Балтийск                          | Балтийский городской округ           |      |
| 18 | Светлогорск    | 1258          | Раушен           | 21            | ↗16 771          | Светлогорск                       | Светлогорский городской округ        |      |
| 19 | Светлый        | 1640          | Циммербуде       | 26            | ↘21 054          | Светлый                           | Светловский городской округ          |      |
| 20 | Славск         | 1292          | Хайнрихсвальде   | 10            | ↘4013            | Славский район                    | Славский муниципальный округ         |      |
| 21 | Советск        | 1288          | Тильзит          | 44            | ↘38 614          | Советск                           | Советский городской округ            |      |
| 22 | Черняховск     | 1336          | Инстербург       | 58            | ↘35 705          | Черняховский район                | Черняховский муниципальный округ     |      |

## Посёлок городского типа
| № | название | год основания | прежние названия | площадь (км²) | население (чел.) | городской округ          | герб |
| - | -------- | ------------- | ---------------- | ------------- | ---------------- | ------------------------ | ---- |
| 1 | Янтарный | 1654          | Пальмникен       | 26            | ↘6571            | Янтарный городской округ |      |

Бывшие посёлки городского типа (рабочие посёлки)
- Донское (1990-2000-е до 2018)
- Приморье (с 1951 до 2018)
- Железнодорожный (с кон.1940-нач.50-х гг. до 2019 г.)
- Знаменск (с 1946 до 2005 гг.)
- Рыбачий (с 1947 до 2005 гг.)